# Luật hôn nhân
Luật hôn nhân đề cập đến các yêu cầu pháp lý xác định tính hợp lệ của một cuộc hôn nhân và khác nhau đáng kể giữa các quốc gia.

## Bảng tóm tắt
| Quốc gia/Lãnh thổ        | Hôn nhân dân sự  | Hôn nhân tôn giáo                                              | Hôn nhân riêng       | Ly dị                               | Hôn nhân đồng giới   | Hôn nhân đa thê     |
| ------------------------ | ---------------- | -------------------------------------------------------------- | -------------------- | ----------------------------------- | -------------------- | ------------------- |
| Afghanistan              | Foreigners only  | Được nhìn nhận                                                 | —                    | Hợp pháp                            | Chưa được thừa nhận  | Hợp pháp            |
| Albania                  | Được phép        | Không được thừa nhận                                           | Không được thừa nhận | Hợp pháp                            | Chưa được thừa nhận  | Không hợp pháp      |
| Algeria                  | Được phép        | Không được thừa nhận                                           | Không được thừa nhận | Hợp pháp                            | Chưa được thừa nhận  | Hợp pháp            |
| Andorra                  | Được phép        | —                                                              | Không được thừa nhận | Hợp pháp                            | Chưa được thừa nhận  | Không hợp pháp      |
| Angola                   | Được phép        | —                                                              | Được nhìn nhận       | Hợp pháp                            | Chưa được thừa nhận  | Không hợp pháp      |
| Argentina                | Được phép        | —                                                              | Không được thừa nhận | Hợp pháp                            | Hợp pháp             | Không hợp pháp      |
| Armenia                  | Được phép        | Không được thừa nhận                                           | Không được thừa nhận | Hợp pháp                            | Chưa được thừa nhận  | Không hợp pháp      |
| Australia                | Được phép        | Được nhìn nhận                                                 | Không được thừa nhận | Hợp pháp                            | Hợp pháp             | Không hợp pháp      |
| Austria                  | Được phép        | Không được thừa nhận                                           | Không được thừa nhận | Hợp pháp                            | Hợp pháp             | Không hợp pháp      |
| Azerbaijan               | Được phép        | —                                                              | Không được thừa nhận | Hợp pháp                            | Chưa được thừa nhận  | Không hợp pháp      |
| Bahamas                  | Được phép        | —                                                              | Không được thừa nhận | Hợp pháp                            | Chưa được thừa nhận  | Không hợp pháp      |
| Bahrain                  | Foreigners only  | Được nhìn nhận                                                 | —                    | Hợp pháp                            | Chưa được thừa nhận  | Hợp pháp            |
| Bangladesh               | Được phép        | Được nhìn nhận                                                 | —                    | Hợp pháp                            | Chưa được thừa nhận  | Hợp pháp            |
| Belarus                  | Được phép        | Không được thừa nhận                                           | Không được thừa nhận | Hợp pháp                            | Chưa được thừa nhận  | Không hợp pháp      |
| Belize                   | Được phép        | —                                                              | Không được thừa nhận | Hợp pháp                            | Chưa được thừa nhận  | Không hợp pháp      |
| Bhutan                   | Được phép        | —                                                              | Được nhìn nhận       | Hợp pháp                            | Chưa được thừa nhận  | Decriminalized      |
| Bỉ                       | Được phép        | Không được thừa nhận                                           | Không được thừa nhận | Hợp pháp                            | Hợp pháp             | Không hợp pháp      |
| Benin                    | Được phép        | —                                                              | Được nhìn nhận       | Hợp pháp                            | Chưa được thừa nhận  | Decriminalized      |
| Botswana                 | Được phép        | —                                                              | Được nhìn nhận       | Hợp pháp                            | Chưa được thừa nhận  | Không hợp pháp      |
| Brazil                   | Được phép        | Không được thừa nhận                                           | Không được thừa nhận | Hợp pháp                            | Hợp pháp             | Không hợp pháp      |
| Brunei                   | Được phép        | Được nhìn nhận                                                 | Không được thừa nhận | Hợp pháp                            | Chưa được thừa nhận  | Hợp pháp            |
| Bulgaria                 | Được phép        | Không được thừa nhận                                           | Không được thừa nhận | Hợp pháp                            | Chưa được thừa nhận  | Không hợp pháp      |
| Burkina Faso             | Được phép        | —                                                              | Được nhìn nhận       | Hợp pháp                            | Chưa được thừa nhận  | Hợp pháp            |
| Burundi                  | Được phép        | —                                                              | —                    | Hợp pháp                            | Chưa được thừa nhận  | Không hợp pháp      |
| Cameroon                 | Được phép        | —                                                              | Không được thừa nhận | Hợp pháp                            | Chưa được thừa nhận  | Hợp pháp            |
| Canada                   | Được phép        | Được nhìn nhận                                                 | Không được thừa nhận | Hợp pháp                            | Hợp pháp             | Không hợp pháp      |
| Central African Republic | Được phép        | —                                                              | —                    | Hợp pháp                            | Chưa được thừa nhận  | Hợp pháp            |
| Trung Quốc               | Được phép        | Không được thừa nhận                                           | Không được thừa nhận | Hợp pháp                            | Chưa được thừa nhận  | Không hợp pháp      |
| Colombia                 | Được phép        | Được nhìn nhận                                                 | Không được thừa nhận | Hợp pháp                            | Hợp pháp             | Không hợp pháp      |
| Egypt                    | Được phép        | Được nhìn nhận                                                 | Không được thừa nhận | Hợp pháp                            | Chưa được thừa nhận  | Hợp pháp            |
| Republic of Congo        | Được phép        | —                                                              | —                    | Hợp pháp                            | Chưa được thừa nhận  | Hợp pháp            |
| Ivory Coast              | Được phép        | —                                                              | —                    | Hợp pháp                            | Chưa được thừa nhận  | Không hợp pháp      |
| Chile                    | Được phép        | Không được thừa nhận                                           | Không được thừa nhận | Hợp pháp                            | Chưa được thừa nhận  | Không hợp pháp      |
| Comoros                  | Được phép        | —                                                              | —                    | Hợp pháp                            | Chưa được thừa nhận  | Hợp pháp            |
| Croatia                  | Được phép        | —                                                              | Không được thừa nhận | Hợp pháp                            | Chưa được thừa nhận  | Không hợp pháp      |
| Czech Republic           | Được phép        | —                                                              | Không được thừa nhận | Hợp pháp                            | Chưa được thừa nhận  | Không hợp pháp      |
| Denmark                  | Được phép        | Được nhìn nhận                                                 | Không được thừa nhận | Hợp pháp                            | Hợp pháp             | Không hợp pháp      |
| Djibouti                 | Được phép        | —                                                              | —                    | Hợp pháp                            | Chưa được thừa nhận  | Hợp pháp            |
| Ecuador                  | Được phép        | —                                                              | Không được thừa nhận | Hợp pháp                            | Chưa được thừa nhận  | Không hợp pháp      |
| Equatorial Guinea        | Được phép        | —                                                              | Được nhìn nhận       | Hợp pháp                            | Chưa được thừa nhận  | Hợp pháp            |
| Eritrea                  | Được phép        | —                                                              | Không được thừa nhận | Hợp pháp                            | Chưa được thừa nhận  | Không hợp pháp      |
| Estonia                  | Được phép        | —                                                              | Không được thừa nhận | Hợp pháp                            | Chưa được thừa nhận  | Không hợp pháp      |
| Eswatini                 | Được phép        | —                                                              | Được nhìn nhận       | Hợp pháp                            | Chưa được thừa nhận  | Hợp pháp            |
| Ethiopia                 | Được phép        | Được nhìn nhận                                                 | Không được thừa nhận | Hợp pháp                            | Chưa được thừa nhận  | Không hợp pháp      |
| Finland                  | Được phép        | Được nhìn nhận                                                 | Không được thừa nhận | Hợp pháp                            | Hợp pháp             | Không hợp pháp      |
| Pháp                     | Được phép        | Không được thừa nhận                                           | Không được thừa nhận | Hợp pháp                            | Hợp pháp             | Không hợp pháp      |
| Gabon                    | Được phép        | —                                                              | —                    | Hợp pháp                            | Chưa được thừa nhận  | Hợp pháp            |
| Gambia                   | Được phép        | Được nhìn nhận                                                 | Được nhìn nhận       | Hợp pháp                            | Chưa được thừa nhận  | Hợp pháp            |
| Georgia                  | Được phép        | —                                                              | Không được thừa nhận | Hợp pháp                            | Chưa được thừa nhận  | Không hợp pháp      |
| Đức                      | Được phép        | —                                                              | Không được thừa nhận | Hợp pháp                            | Hợp pháp             | Không hợp pháp      |
| Ghana                    | Được phép        | Được nhìn nhận                                                 | Được nhìn nhận       | Hợp pháp                            | Chưa được thừa nhận  | Hợp pháp            |
| Greece                   | Được phép        | Được nhìn nhận                                                 | Không được thừa nhận | Hợp pháp                            | Chưa được thừa nhận  | Không hợp pháp      |
| Guinea                   | Được phép        | —                                                              | —                    | Hợp pháp                            | Chưa được thừa nhận  | Không hợp pháp      |
| Guinea-Bissau            | Được phép        | —                                                              | Được nhìn nhận       | Hợp pháp                            | Chưa được thừa nhận  | Hợp pháp            |
| Guyana                   | Được phép        | —                                                              | Không được thừa nhận | Hợp pháp                            | Chưa được thừa nhận  | Không hợp pháp      |
| Hong Kong                | Được phép        | Được nhìn nhận                                                 | Không được thừa nhận | Hợp pháp                            | Chưa được thừa nhận  | Không hợp pháp      |
| Hungary                  | Được phép        | —                                                              | Không được thừa nhận | Hợp pháp                            | Chưa được thừa nhận  | Không hợp pháp      |
| Iceland                  | Được phép        | Được nhìn nhận                                                 | Không được thừa nhận | Hợp pháp                            | Hợp pháp             | Không hợp pháp      |
| India                    | Được phép        | Được nhìn nhận                                                 | Được nhìn nhận       | Hợp pháp                            | Chưa được thừa nhận  | Muslims only        |
| Indonesia                | Not performed    | Được nhìn nhận                                                 | Không được thừa nhận | Hợp pháp                            | Chưa được thừa nhận  | Hợp pháp            |
| Iran                     | Not performed    | Được nhìn nhận                                                 | Không được thừa nhận | Hợp pháp                            | Chưa được thừa nhận  | Hợp pháp            |
| Iraq                     | Được phép        | Được nhìn nhận                                                 | Không được thừa nhận | Hợp pháp                            | Chưa được thừa nhận  | Hợp pháp            |
| Ireland                  | Được phép        | Được nhìn nhận                                                 | Không được thừa nhận | Hợp pháp                            | Hợp pháp             | Hợp pháp            |
| Israel                   | Not performed    | Được nhìn nhận - Muslim - Jewish - 9 Christian denominations   | Không được thừa nhận | Hợp pháp                            | Chưa được thừa nhận  | Không hợp pháp      |
| Italy                    | Được phép        | Được nhìn nhận                                                 | Không được thừa nhận | Hợp pháp                            | Chưa được thừa nhận  | Không hợp pháp      |
| Jamaica                  | Được phép        | —                                                              | Không được thừa nhận | Hợp pháp                            | Chưa được thừa nhận  | Không hợp pháp      |
| Nhật Bản                 | Được phép        | Không được thừa nhận                                           | Không được thừa nhận | Hợp pháp                            | Chưa được thừa nhận  | Không hợp pháp      |
| Jordan                   | Not performed    | Được nhìn nhận                                                 | Không được thừa nhận | Hợp pháp                            | Chưa được thừa nhận  | Hợp pháp            |
| Kazakhstan               | Được phép        | —                                                              | Không được thừa nhận | Hợp pháp                            | Chưa được thừa nhận  | Decriminalized      |
| Kenya                    | Được phép        | Được nhìn nhận - Christian - Muslim - Hindu                    | Được nhìn nhận       | Hợp pháp                            | Chưa được thừa nhận  | Hợp pháp            |
| Kiribati                 | Được phép        | —                                                              | Không được thừa nhận | Hợp pháp                            | Chưa được thừa nhận  | Không hợp pháp      |
| Kosovo                   | Được phép        | —                                                              | Không được thừa nhận | Hợp pháp                            | Chưa được thừa nhận  | Không hợp pháp      |
| Kuwait                   | Foreigners only  | —                                                              | Không được thừa nhận | Hợp pháp                            | Chưa được thừa nhận  | Hợp pháp            |
| Laos                     | Được phép        | —                                                              | Không được thừa nhận | Hợp pháp                            | Chưa được thừa nhận  | Không hợp pháp      |
| Lebanon                  | Not performed    | Được nhìn nhận                                                 | —                    | Hợp pháp                            | Chưa được thừa nhận  | Hợp pháp            |
| Lesotho                  | Được phép        | —                                                              | Được nhìn nhận       | Hợp pháp                            | Chưa được thừa nhận  | Hợp pháp            |
| Liberia                  | Được phép        | Được nhìn nhận                                                 | Được nhìn nhận       | Hợp pháp                            | Chưa được thừa nhận  | Hợp pháp            |
| Libya                    | Not performed    | Được nhìn nhận                                                 | Không được thừa nhận | Hợp pháp                            | Chưa được thừa nhận  | Hợp pháp            |
| Lithuania                | Được phép        | Được nhìn nhận                                                 | Không được thừa nhận | Hợp pháp                            | Chưa được thừa nhận  | Không hợp pháp      |
| Luxembourg               | Được phép        | Không được thừa nhận                                           | Không được thừa nhận | Hợp pháp                            | Hợp pháp             | Không hợp pháp      |
| Madagascar               | Được phép        | —                                                              | —                    | Hợp pháp                            | Chưa được thừa nhận  | Không hợp pháp      |
| Malawi                   | Được phép        | —                                                              | Được nhìn nhận       | Hợp pháp                            | Chưa được thừa nhận  | Hợp pháp            |
| Malaysia                 | Non-muslims only | Được nhìn nhận                                                 | Không được thừa nhận | Hợp pháp                            | Chưa được thừa nhận  | Muslims only        |
| Maldives                 | Được phép        | —                                                              | —                    | Hợp pháp                            | Chưa được thừa nhận  | Hợp pháp            |
| Mali                     | Được phép        | Được nhìn nhận                                                 | —                    | Hợp pháp                            | Chưa được thừa nhận  | Hợp pháp            |
| Mauritania               | Not performed    | Được nhìn nhận                                                 | —                    | Hợp pháp                            | Chưa được thừa nhận  | Hợp pháp            |
| Mauritius                | Được phép        | —                                                              | —                    | Hợp pháp                            | Chưa được thừa nhận  | Không hợp pháp      |
| Mexico                   | Được phép        | Không được thừa nhận                                           | Không được thừa nhận | Hợp pháp                            | Varies internally    | Không hợp pháp      |
| Monaco                   | Được phép        | —                                                              | Không được thừa nhận | Hợp pháp                            | Chưa được thừa nhận  | Không hợp pháp      |
| Mongolia                 | Được phép        | —                                                              | —                    | Hợp pháp                            | Chưa được thừa nhận  | Không hợp pháp      |
| Morocco                  | Được phép        | —                                                              | —                    | Hợp pháp                            | Chưa được thừa nhận  | Hợp pháp            |
| Mozambique               | Được phép        | —                                                              | —                    | Hợp pháp                            | Chưa được thừa nhận  | Decrminalized       |
| Namibia                  | Được phép        | Không được thừa nhận                                           | Được nhìn nhận       | Hợp pháp                            | Chưa được thừa nhận  | Hợp pháp            |
| Nepal                    | Được phép        | —                                                              | —                    | Hợp pháp                            | Chưa được thừa nhận  | Không hợp pháp      |
| Hà Lan                   | Được phép        | Không được thừa nhận                                           | Không được thừa nhận | Hợp pháp                            | Hợp pháp             | Không hợp pháp      |
| New Zealand              | Được phép        | Được nhìn nhận                                                 | Không được thừa nhận | Hợp pháp                            | Hợp pháp             | Không hợp pháp      |
| Niger                    | Được phép        | —                                                              | —                    | Hợp pháp                            | Chưa được thừa nhận  | Hợp pháp            |
| Nigeria                  | Được phép        | Được nhìn nhận                                                 | Được nhìn nhận       | Hợp pháp                            | Chưa được thừa nhận  | Hợp pháp (phía Bắc) |
| North Korea              | Được phép        | Không được thừa nhận                                           | Không được thừa nhận | Hợp pháp                            | Chưa được thừa nhận  | Không hợp pháp      |
| Norway                   | Được phép        | Được nhìn nhận                                                 | Không được thừa nhận | Hợp pháp                            | Hợp pháp             | Không hợp pháp      |
| Oman                     | Được phép        | —                                                              | —                    | Hợp pháp                            | Chưa được thừa nhận  | Hợp pháp            |
| Pakistan                 | Được phép        | —                                                              | —                    | Hợp pháp                            | Chưa được thừa nhận  | Hợp pháp            |
| Palestine                | Not performed    | Được nhìn nhận                                                 | —                    | Hợp pháp                            | Chưa được thừa nhận  | Hợp pháp            |
| Papua New Guinea         | Được phép        | —                                                              | —                    | Hợp pháp                            | Chưa được thừa nhận  | Không hợp pháp      |
| Peru                     | Được phép        | Không được thừa nhận                                           | Không được thừa nhận | Hợp pháp                            | Chưa được thừa nhận  | Không hợp pháp      |
| Philippines              | Được phép        | Được nhìn nhận                                                 | —                    | Không hợp pháp (trừ người Hồi giáo) | Chưa được thừa nhận  | Có thể              |
| Poland                   | Được phép        | Được nhìn nhận 10 Christian denominations and Jewish community | Không được thừa nhận | Hợp pháp                            | Chưa được thừa nhận  | Không hợp pháp      |
| Bồ Đào Nha               | Được phép        | Được nhìn nhận                                                 | —                    | Hợp pháp                            | Hợp pháp             | Không hợp pháp      |
| Qatar                    | Not performed    | Được nhìn nhận                                                 | —                    | Hợp pháp                            | Chưa được thừa nhận  | Hợp pháp            |
| Romania                  | Được phép        | —                                                              | —                    | Hợp pháp                            | Chưa được thừa nhận  | Không hợp pháp      |
| Nga                      | Được phép        | Không được thừa nhận                                           | Không được thừa nhận | Hợp pháp                            | Chưa được thừa nhận  | Decriminalized      |
| Rwanda                   | Được phép        | Không được thừa nhận                                           | Không được thừa nhận | Hợp pháp                            | Chưa được thừa nhận  | Không hợp pháp      |
| Saudi Arabia             | Not performed    | Được nhìn nhận                                                 | —                    | Hợp pháp                            | Chưa được thừa nhận  | Hợp pháp            |
| Senegal                  | Được phép        | Được nhìn nhận                                                 | Được nhìn nhận       | Hợp pháp                            | Chưa được thừa nhận  | Hợp pháp            |
| Sierra Leone             | Được phép        | —                                                              | Được nhìn nhận       | Hợp pháp                            | Chưa được thừa nhận  | Hợp pháp            |
| Singapore                | Được phép        | Muslim marriages only                                          | Không được thừa nhận | Hợp pháp                            | Chưa được thừa nhận  | Muslims only        |
| Slovakia                 | Được phép        | Được nhìn nhận                                                 | —                    | Hợp pháp                            | Chưa được thừa nhận  | Không hợp pháp      |
| Slovenia                 | Được phép        | —                                                              | —                    | Hợp pháp                            | Chưa được thừa nhận  | Không hợp pháp      |
| Somalia                  | Được phép        | —                                                              | —                    | Hợp pháp                            | Chưa được thừa nhận  | Hợp pháp            |
| South Africa             | Được phép        | Được nhìn nhận                                                 | Được nhìn nhận       | Hợp pháp                            | Hợp pháp             | Hợp pháp            |
| Hàn Quốc                 | Được phép        | —                                                              | —                    | Hợp pháp                            | Chưa được thừa nhận  | Không hợp pháp      |
| South Sudan              | Được phép        | —                                                              | Được nhìn nhận       | Hợp pháp                            | Chưa được thừa nhận  | Hợp pháp            |
| Tây Ban Nha              | Được phép        | Được nhìn nhận                                                 | Không được thừa nhận | Hợp pháp                            | Hợp pháp             | Không hợp pháp      |
| Sri Lanka                | Được phép        | Được nhìn nhận                                                 | —                    | Hợp pháp                            | Chưa được thừa nhận  | Có thể              |
| Thụy Điển                | Được phép        | —                                                              | Không được thừa nhận | Hợp pháp                            | Hợp pháp             | Không hợp pháp      |
| Thụy Sĩ                  | Được phép        | —                                                              | —                    | Hợp pháp                            | Chưa được thừa nhận  | Không hợp pháp      |
| Sudan                    | Được phép        | —                                                              | —                    | Hợp pháp                            | Chưa được thừa nhận  | Hợp pháp            |
| Syria                    | Được phép        | —                                                              | —                    | Hợp pháp                            | Chưa được thừa nhận  | Hợp pháp            |
| Taiwan                   | Được phép        | —                                                              | —                    | Hợp pháp                            | Hợp pháp             | Không hợp pháp      |
| Tanzania                 | Được phép        | Được nhìn nhận                                                 | Được nhìn nhận       | Hợp pháp                            | Chưa được thừa nhận  | Hợp pháp            |
| Thailand                 | Được phép        | —                                                              | —                    | Hợp pháp                            | Chưa được thừa nhận  | Không hợp pháp      |
| Togo                     | Được phép        | —                                                              | —                    | Hợp pháp                            | Chưa được thừa nhận  | Hợp pháp            |
| Turkey                   | Được phép        | Không được thừa nhận                                           | Không được thừa nhận | Hợp pháp                            | Chưa được thừa nhận  | Không hợp pháp      |
| Turkmenistan             | Được phép        | —                                                              | —                    | Hợp pháp                            | Chưa được thừa nhận  | Không hợp pháp      |
| Uganda                   | Được phép        | Được nhìn nhận                                                 | Được nhìn nhận       | Hợp pháp                            | Chưa được thừa nhận  | Hợp pháp            |
| Ukraine                  | Được phép        | Không được thừa nhận                                           | Không được thừa nhận | Hợp pháp                            | Chưa được thừa nhận  | Không hợp pháp      |
| United Arab Emirates     | Not performed    | Được nhìn nhận                                                 | —                    | Hợp pháp                            | Chưa được thừa nhận  | Hợp pháp            |
| United Kingdom           | Được phép        | Được nhìn nhận                                                 | Không được thừa nhận | Hợp pháp                            | Hợp pháp             | Không hợp pháp      |
| Hoa Kỳ                   | Được phép        | —                                                              | —                    | Hợp pháp                            | Hợp pháp             | Không hợp pháp      |
| Uruguay                  | Được phép        | —                                                              | —                    | Hợp pháp                            | Hợp pháp             | Không hợp pháp      |
| Vatican                  | —                | Được nhìn nhận                                                 | Không được thừa nhận | Không hợp pháp                      | Chưa được thừa nhận  | Không hợp pháp      |
| Venezuela                | Được phép        | —                                                              | —                    | Hợp pháp                            | Chưa được thừa nhận  | Không hợp pháp      |
| Vietnam                  | Được phép        | —                                                              | —                    | Hợp pháp                            | Không được thừa nhận | Không hợp pháp      |
| Western Sahara           | —                | —                                                              | —                    | Hợp pháp                            | Không được thừa nhận | Hợp pháp            |
| Yemen                    | Not performed    | Được nhìn nhận                                                 | —                    | Hợp pháp                            | Không được thừa nhận | Hợp pháp            |
| Zambia                   | Được phép        | Được nhìn nhận                                                 | Được nhìn nhận       | Hợp pháp                            | Không được thừa nhận | Hợp pháp            |
| Zimbabwe                 | Được phép        | Được nhìn nhận                                                 | Được nhìn nhận       | Hợp pháp                            | Không được thừa nhận | Hợp pháp            |

## Quyền và nghĩa vụ

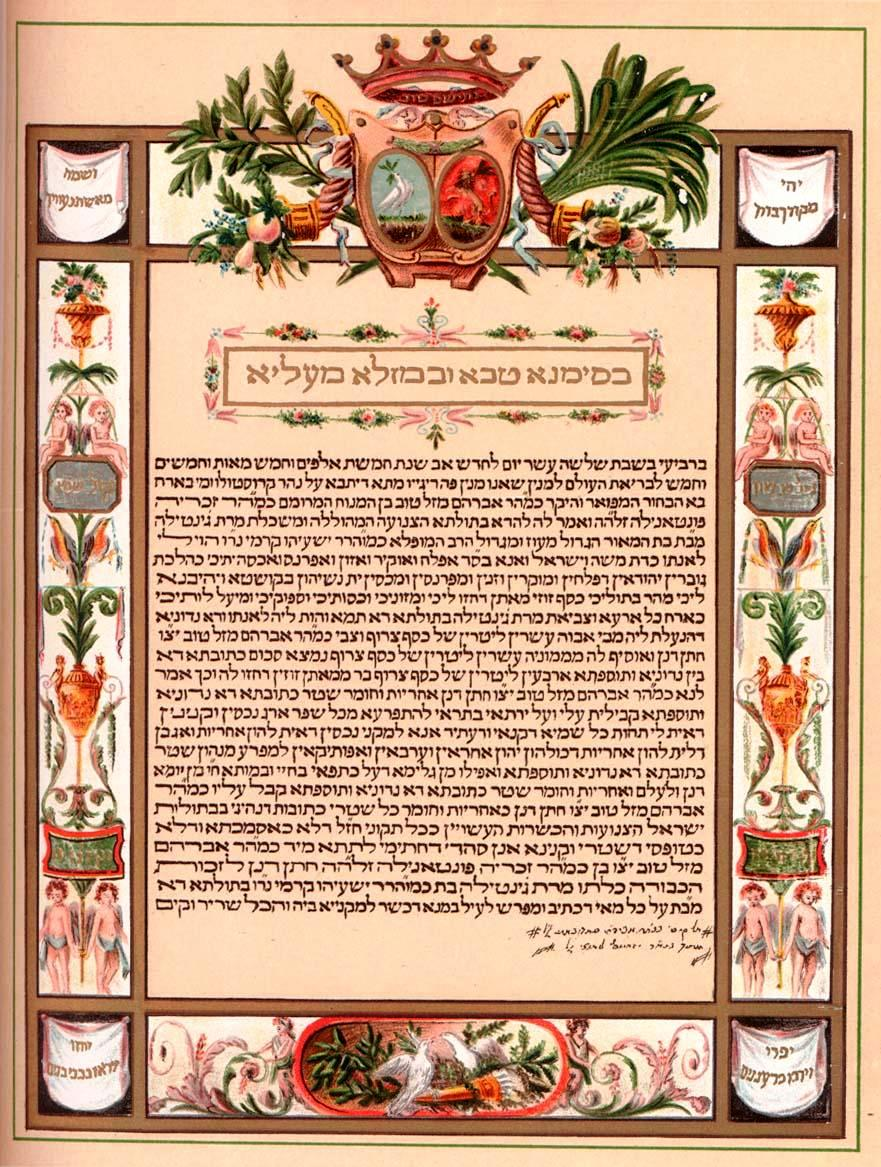
Một Ketubah ở Aramaic, một hợp đồng hôn nhân của người Do Thái nêu rõ nhiệm vụ của mỗi đối tác

Một cuộc hôn nhân, theo định nghĩa, trao quyền và nghĩa vụ cho các bên kết hôn, và đôi khi là cả người thân, là cơ chế duy nhất để tạo ra các mối quan hệ tình cảm (trong pháp luật). Hơn 2,3 triệu đám cưới diễn ra ở Mỹ mỗi năm. Điều này có nghĩa là họ thề sẽ trung thành và cam kết với nhau. Trong lịch sử, nhiều xã hội đã trao các tập hợp quyền và nghĩa vụ cho những người chồng rất khác với các tập hợp quyền và nghĩa vụ được trao cho các bà vợ. Cụ thể, việc kiểm soát tài sản hôn nhân, quyền thừa kế và quyền ra lệnh cho các hoạt động của con cái trong hôn nhân, thường được trao cho các đối tác hôn nhân nam (để biết thêm chi tiết, hãy xem bí mật và quyền lực hôn nhân). Tuy nhiên, những tập quán này đã bị hạn chế rất nhiều ở nhiều nước, đặc biệt là các nước phương Tây, trong thế kỷ XX, và các đạo luật hiện đại hơn có xu hướng xác định các quyền và nghĩa vụ của người phối ngẫu mà không liên quan đến giới tính. Tuy nhiên, trong các luật hôn nhân khác nhau trên khắp thế giới, người chồng tiếp tục có thẩm quyền; ví dụ Bộ luật Dân sự của Iran quy định tại Điều 1105: "Trong quan hệ giữa vợ và chồng, vị trí chủ gia đình là quyền độc quyền của người chồng".
Các quyền và nghĩa vụ này khác nhau đáng kể giữa các hệ thống pháp luật, xã hội và các nhóm trong một xã hội, và có thể bao gồm:
- Cho chồng/vợ hoặc gia đình của anh ấy/cô ấy kiểm soát một phần lao động hoặc tài sản của vợ/chồng.
- Trao trách nhiệm cho chồng / vợ đối với một phần nợ của vợ hoặc chồng.
- Trao quyền thăm viếng cho chồng/vợ khi vợ/chồng của anh ấy/cô ấy bị giam giữ hoặc nhập viện.
- Trao quyền kiểm soát của chồng/vợ đối với công việc của vợ/chồng khi vợ hoặc chồng mất khả năng.
- Thiết lập người giám hộ hợp pháp thứ hai của con của cha mẹ.
- Thành lập một quỹ tài sản chung vì lợi ích của trẻ em.
- Thiết lập mối quan hệ giữa các gia đình của vợ và chồng.

## Luật hôn nhân cơ bản
Ở châu Âu thời trung cổ, hôn nhân thuộc thẩm quyền của giáo luật, được công nhận là một cuộc hôn nhân hợp lệ, nơi các bên tuyên bố rằng họ lấy nhau làm vợ và chồng, ngay cả khi không có bất kỳ nhân chứng nào.  
Công đồng xứ Trent (triệu tập 1545-1563) phán quyết rằng trong tương lai, một cuộc hôn nhân chỉ có giá trị ở các quốc gia Công giáo La Mã nếu nó được chứng kiến bởi một linh mục của Giáo hội Công giáo La Mã hoặc, nếu có được một linh mục là không thực tế, bởi các nhân chứng khác. Phán quyết này không được chấp nhận ở các quốc gia Tin Lành mới ở châu Âu, cũng như bởi những người theo đạo Tin lành sống ở các quốc gia Công giáo La Mã hoặc thuộc địa của họ, cũng không phải bởi các Kitô hữu Chính thống Đông phương.
Các cuộc hôn nhân theo luật chung đã bị bãi bỏ ở Anh và xứ Wales bởi Đạo luật Hôn nhân năm 1753. Đạo luật yêu cầu hôn nhân phải được một linh mục của Giáo hội Anh thực hiện, trừ khi những người tham gia hôn nhân là người Do Thái hoặc người Quaker. Đạo luật được áp dụng cho Ireland sau Đạo luật Liên minh 1800, nhưng yêu cầu về một cuộc hôn nhân hợp lệ được thực hiện bởi một linh mục của Giáo hội Anh đã tạo ra những vấn đề đặc biệt trong chủ yếu là Công giáo La Mã Ireland. Luật pháp không cung cấp một ngoại lệ. Đạo luật không áp dụng cho Scotland vì theo Đạo luật Liên minh 1707, Scotland vẫn giữ được hệ thống pháp lý của riêng mình. Để giải quyết các yêu cầu của Luật Hôn nhân, chẳng hạn như yêu cầu ở độ tuổi tối thiểu, các cặp vợ chồng sẽ đến Gretna Green ở miền nam Scotland, để kết hôn theo luật Scotland. (Chẳng hạn như Lydia Bennet và George Wickham trong Pride and Prejudice.)